# Monica Sweetheart
Monica Sweetheart (pseudonimo di Monika Listopadová; Beroun, 23 giugno 1981) è un'ex attrice pornografica ceca.

## Carriera
Monica Sweetheart inizia la sua carriera di attrice pornografica nel 2000, poco dopo essere diventata diciottenne. Amica della pornostar Lea De Mae, morta per una forma aggressiva di cancro al cervello nel dicembre del 2004, a 18 anni è apparsa con le attrici ceche Lea De Mae, Silvia Saint e Daniella Rush (le 4 insieme erano conosciute come "Dream Team") nel film The Academy, diretto da Frank Thring. Raggiunge la notorietà col film Buttman's Anal Show 2.
Ha prima lavorato con l'agenzia "LA Direct Models" e successivamente per la ceca "Absolute Stars". Ha anche diretto alcuni film per adulti per lo studio di produzione Zero Tolerance. Nel 2005 è stato pubblicato il DVD The Private Story of: Monica Sweetheart, una raccolta delle migliori scene. Un altro film importante è stato The Academy edito da Private, dove condivide le scene con Sylvia Saint o Lea De Mae. Il 26 novembre 2006, Monica è comparsa nello show belga Willy's en Marjetten interpretando se stessa. In uno sketch comico, veniva accolta all'aeroporto dal suo "fan club ufficiale", composto da cinque persone.

## Riconoscimenti
- 2004 AVN Award nomination – Female Foreign Performer of the Year[5]
- 2005 AVN Award nomination – Best Group Sex Scene, Video – Eye of the Beholder (con Jessica Drake, Lezley Zen, e Tommy Gunn)[6][7]
- 2007 AVN Award nomination – Best POV Sex Scene – Housewife 1 on 1 #3[7]

## Filmografia
- Blowjob Fantasies 10 (1999)
- Lulu (1999)
- Anmacherinnen 9: Arschgeile Flittchen (2000)
- Ass Lovers 3 (2000)
- Assman 12 (2000)
- ATM: Ass to Mouth 2 (2000)
- Buttman's Anal Show 2 (2000)
- Buttman's Face Dance Obsession (2000)
- Call Girl (2000)
- Czech Xtreme 3 (2000)
- Educating Joy (2000)
- Euro Angels 21: Budalicious (2000)
- Euro Angels 24: Anal-rama (2000)
- Euro Angels Hardball 9: Screw University Of Advanced Anal Studie (2000)
- Extrem 15: Der Pflaumenbaum (2000)
- Gier der Frauen (2000)
- Handwerker (2000)
- Little White Chicks... Big Black Monster Dicks 7 (2000)
- Matador 5: Sex Trip (2000)
- Pirate Deluxe 11: Academy (2000)
- Pirate Deluxe 8: The Club (2000)
- Private Performance 151: Teasers And Pleasers 5 (2000)
- Private XXX 11: High Level Sex (2000)
- Service Animals 1 (2000)
- Siciliana (2000)
- Twelve Strokes to Midnight (2000)
- Virgin Territory 5 (2000)
- Anal Addicts 3 (2001)
- Anal Angels 2: In High Heels (2001)
- Anal Toppers (2001)
- Asses Galore 16 (2001)
- Back Doors of Prague 3 (2001)
- Balls Deep 3 (2001)
- Behind the Scenes 10 (2001)
- Bombones banados de leche 2 (2001)
- Bring 'um Young 4 (2001)
- Down the Hatch 7 (2001)
- Evolution (2001)
- Exposed (2001)
- Filthy Little Whores 1 (2001)
- Four Finger Club 18 (2001)
- Fruhlings Gefuhle (2001)
- Grrl Power 6 (2001)
- House Sitter (2001)
- Immortal (2001)
- Innocence (2001)
- Macdaddy (2001)
- Misty Rain's Worldwide Sex 5: Party In Prague (2001)
- Misty Rain's Worldwide Sex 6: Slammin' In Slovakia (2001)
- My Anal Adventures (2001)
- My Plaything: Monica Sweetheart (2001)
- Nasty Nymphos 30 (2001)
- Naughty College School Girls 12 (2001)
- New Girls in Town 2 (2001)
- North Pole 22 (2001)
- Oral Adventures of Craven Moorehead 3 (2001)
- Oral Adventures of Craven Moorehead 7 (2001)
- Perverted POV 3 (2001)
- Pickup Babes 2 (2001)
- Pickup Lines 61 (2001)
- Porn and Praised in Prague (2001)
- Puritan Magazine 29 (2001)
- Pussyman's International Butt Babes 4 (2001)
- Pussyman's International Butt Babes 5 (2001)
- Rocco Ravishes Prague 4 (2001)
- Rocco: Animal Trainer 6 (2001)
- Rocco's Reverse Gang Bang 1 (2001)
- Role Model 1 (2001)
- Segreti della Villa (2001)
- Sex Meat (2001)
- Sexcess (2001)
- There's Something About Jack 15 (2001)
- Un-natural Sex 4 (2001)
- Up And Cummers 91 (2001)
- Up And Cummers 97 (2001)
- Up Your Ass 18 (2001)
- Visions Of X 3 (2001)
- Whore's Life 1: Dollhouse (2001)
- 2 on 1 12 (2002)
- Assault That Ass 1 (2002)
- Assficianado 1 (2002)
- Barefoot Confidential 17 (2002)
- Barely Legal 23 (2002)
- Black Cravings 9 (2002)
- Buttfaced 3 (2002)
- Candidate (2002)
- Chasin Pink 6 (2002)
- Color Sex (2002)
- Cum Drippers 2 (2002)
- Cum Dumpsters 1 (2002)
- Deep Throat This 2 (2002)
- Dirty Newcummers 10 (2002)
- Eager Beavers 4 (2002)
- Eye of the Beholder (2002)
- Filthy Little Whores 5 (2002)
- Gutter Mouths 24 (2002)
- Hot Bods And Tail Pipe 22 (2002)
- Hot Showers 4 (2002)
- Julian's Seductions 1 (2002)
- Lex The Impaler 2 (2002)
- Luxure (2002)
- Monica Sweetheart Exposed (2002)
- My Ass 14 (2002)
- My Favorite Whore 4 (2002)
- Natacha (2002)
- Nineteen Video Magazine 47 (2002)
- Pornological 6 (2002)
- Pornutopia 1 (2002)
- Rectal Rooter 2 (2002)
- Sindee The Campus Slut (2002)
- Slumber Party 18 (2002)
- Sodomania: Slop Shots 11 (2002)
- Squirting Illustrated 5 (2002)
- Stripped (2002)
- Swap Meat (2002)
- Sweet Cheeks 1 (2002)
- Tits and Ass 1 (2002)
- Who Wants to Fuck a Millionaire (2002)
- 18 and Ready to Fuck 2: Anal Edition (2003)
- All At Once (2003)
- All Star Ass Blast (2003)
- Anal Angels (2003)
- Anal Hazard 2 (2003)
- Anal Thrills 1 (2003)
- Anal Trainer 1 (2003)
- Ass Cleavage 1 (2003)
- Ass Stretchers 1 (2003)
- Bella Loves Jenna (2003)
- Best Of Stocking Feet 1 (2003)
- Biggz and the Beauties 5 (2003)
- Blonde Eye for the Black Guy 1 (2003)
- Blow Me Sandwich 1 (2003)
- Cheeks and Thong's Up in Stroke (2003)
- Crack Attack 1 (2003)
- Crazy Bullets (2003)
- Cum Dumpsters 4 (2003)
- Cum Swapping Sluts 6 (2003)
- Cumstains 1 (2003)
- Cumstains 2 (2003)
- Fatale (2003)
- Fuck My Ass (2003)
- Girls on Girls 1 (2003)
- Grand Theft Anal 2 (2003)
- Hardcore Interracial Sexxx 1 (2003)
- Heavy Metal 4 (2003)
- Hi-teen Club 2 (2003)
- Hot Bods And Tail Pipe 29 (2003)
- Jack's Playground 3 (2003)
- Just Anal Sex 1 (2003)
- Katsumi's Affair (2003)
- Lex On Blondes 1 (2003)
- Love Stories (2003)
- Mandingo 5 (2003)
- Monica Sweetheart AKA Filthy Whore (2003)
- Night at the Bordello (2003)
- Performing Ass (2003)
- Please Cum Inside Me 14 (2003)
- POV Up Close and Personal (2003)
- Private Life of Lea De Mae (2003)
- Private Reality 20: Forbidden Games (2003)
- Private Sports 5: Surf Fuckers (2003)
- Pussy Foot'n 4 (2003)
- Pussyman's Ass Busters 6 (2003)
- Pussyman's International Butt Babes 6 (2003)
- Pussyman's International Butt Babes 7 (2003)
- Scent of Desire (2003)
- Serial Fucker 5 (2003)
- Sulfureuse (2003)
- Ten Little Piggies 1 (2003)
- Three for All 1 (2003)
- Train My White Ass 4 (2003)
- Two In The Seat 3 (2003)
- Voyeur 26: Torpedo Slam (2003)
- Wet Dreams Cum True 1 (2003)
- What Girls Like (2003)
- Young Cream Pies 3 (2003)
- 1 Night in Paris (2004)
- A2M 4 (2004)
- Alien Love Fantasy (2004)
- Anal Addicts 15 (2004)
- Apprentass 1 (2004)
- Art Of Anal 3 (2004)
- Ass Angels 3 (2004)
- Assed Out 1 (2004)
- Baby Doll Cheerleaders (2004)
- Barely Legal 50 (2004)
- Barely Legal All Stars 1 (2004)
- Best Of Cum Drippers (2004)
- Bounce That Czech (2004)
- Boz: When Big Just Ain't Enough (2004)
- Broken English (2004)
- Catch Me If You Can (2004)
- Catwoman Goes Naked (2004)
- Cheeks 14 (2004)
- Club Inferno (2004)
- Cumstains 5 (2004)
- Deep Throat This 20 (2004)
- Double Stuffed 4 (2004)
- Droppin' Loads 2 (2004)
- Droppin' Loads 4 (2004)
- Easy Prey 1 (2004)
- Erotic Stories: Lovers and Cheaters 1 (2004)
- Eye of the Beholder (2004)
- Filthy Things 2 (2004)
- Gentlemen Prefer Anal (2004)
- Gina Lynn Reinvented (2004)
- Groupie Love (2004)
- Her First Anal Sex 1 (2004)
- Hot Auto Bodies (2004)
- Hustler Centerfolds 2 (2004)
- I Want a Big Black Dick in My Little White Hole (2004)
- Intensitivity 2 (2004)
- Internal Cumbustion 4 (2004)
- Interracial Cum Junkies 2 (2004)
- Interracial Sex Shooter 6 (2004)
- Iron Head 2 (2004)
- Lady Lust 1 (2004)
- Latex Housewives (2004)
- Lick 'em And Stick 'em (2004)
- Mad Skillz (2004)
- Marty Zion's Perfection (2004)
- Monica Mayhem Restrained (2004)
- Myne Tease 1 (2004)
- Nuttin' Hunnies 1 (2004)
- Peter North's POV 1 (2004)
- Porn Star Station 1 (2004)
- Private: Best of the Best, 1997-2002 (2004)
- Pussy Party 4 (2004)
- Semen Shots 2 (2004)
- Share the Load 2 (2004)
- Show Stopper (2004)
- Slexy 2 (2004)
- Stick It in My Face 3: Sensory Overload (2004)
- Strip Tease Then Fuck 5 (2004)
- Take That Deep Throat This 1 (2004)
- Totally Fucked (2004)
- Voracious 1 (2004)
- When Porn Stars Play 2: Sluts in the Sun (2004)
- White Chicks Gettin' Black Balled 2 (2004)
- Wrestle With The Devil (2004)
- Young and Filthy (2004)
- Young Girls in Dark Territory 2 (2004)
- 3's Cumpany 1 (2005)
- 50 To 1 1 (2005)
- About Face 2 (2005)
- Anal Madness (2005)
- Ass Factor 4 (2005)
- Beautiful / Nasty 3 (2005)
- Bitch (2005)
- Black Label 39: Fuck Me If You Can (2005)
- Cum On In 2 (2005)
- Cum Sucking Sluts 1 (2005)
- Cumfixation 1 (2005)
- Cumstains 6 (2005)
- Drive Thru 3 (2005)
- Enchantress (2005)
- Feels Like Love (2005)
- Fem Sonata (2005)
- Finger Licking Good 2 (2005)
- From Dusk Till Down (2005)
- Fuck Me Roughly (2005)
- Head Master 1 (2005)
- Hottest Bitches In Porn (2005)
- Larry's Angels (2005)
- Lauren Phoenix's Pussy POV (2005)
- Lez-Mania 1 (2005)
- Lick It Up 1 (2005)
- Monica Sweetheart (2005)
- Monica Sweetheart and Friends (2005)
- Monica Sweetheart is Damaged (2005)
- Nasty Dreams (2005)
- Nuttin' Hunnies 2 (2005)
- Pleasure 1 (2005)
- Private Penthouse Greatest Moments 1 (2005)
- Private Story Of Monica Sweetheart (2005)
- Private Tropical 21: Aphrodisiac (2005)
- Private Tropical 22: Tropical Twins (2005)
- Private XXX 28: What Wet Bitches (2005)
- Professianals 9 (2005)
- Pure Anal 1 (2005)
- Sandy's Club 2 (2005)
- Scenario (2005)
- Sodomia (2005)
- Spunk'd (2005)
- Spunk'd 2 (2005)
- Squirt for Me POV 1 (2005)
- Suck Fuck Swallow 2 (2005)
- Throat Sluts 1 (2005)
- Tic Tac Toe's 1 (2005)
- Triple Hexxx (2005)
- Up'r Class 2 (2005)
- Wishful Thoughts (2005)
- All Star Anal (2006)
- Ambushed 1 (2006)
- Anal Aristocrats 2 (2006)
- Anal Fury 6 (2006)
- Anal Xcavators (2006)
- Analicious Adventures 2 (2006)
- Ass and the Curious (2006)
- Ass Fucked 5 (2006)
- Ass Reamers 3 (2006)
- Ass Reckoning (2006)
- Ass Takers 3 (2006)
- Barely Legal All Stars 7 (2006)
- Belladonna: Fetish Fanatic 3 (2006)
- Best of Lex Vs Mandingo 2 (2006)
- Blonde Girls Gone Black 3 (2006)
- Bring Your A Game 2 (2006)
- Butt Licking Anal Whores 4 (2006)
- Charlie's Jail Bait (2006)
- Chasing The Big Ones: Favorite Size Queens: The Final Episode (2006)
- Chronicles Of Nectar (2006)
- Cum Buckets 6 (2006)
- Cum Hungry Leave Full 1 (2006)
- Da Vagina Code (2006)
- Destination Dirtpipe 1 (2006)
- Fuckin' Foreigners 1 (2006)
- Gag Me Then Fuck Me 2 (2006)
- Girls Home Alone 28 (2006)
- Grudge (2006)
- Handjobs 18 (2006)
- Housewife 1 on 1 3 (2006)
- I Love Monica (2006)
- Instant Lesbian (2006)
- Just Do Me! (2006)
- Leg Action 5 (2006)
- Lesbian Fever 5 (2006)
- Lessons in Love (2006)
- Lick Her Ass Off My Dick (2006)
- Liquid Ass-sets 2 (2006)
- Lord of Asses 7 (2006)
- Lust Full (2006)
- Meet The Fuckers 5 (2006)
- Neighbor Affair 1 (2006)
- O: The Power of Submission (2006)
- Pornutopia 2 (2006)
- PPV-1854: Best of Panty Crotch Jerk Off Encouragement Views (2006)
- Pussy Party 14 (2006)
- Pussy Playhouse 12 (2006)
- Ronnie James POV Pussy (2006)
- Roughed Up (2006)
- Scandal (2006)
- Sexpose' 1: Lexi Marie (2006)
- She's A Screamer (2006)
- Switch (2006)
- Taboo: Fantasy Fetish (2006)
- Teen Squirt Alert (2006)
- Three-Way Whores 1 (2006)
- Virgin Patrol 2 (2006)
- Widow (2006)
- Young and Anal 2 (2006)
- Ass Kissers 3 (2007)
- Black on White Crime 10 (2007)
- Cream Team 1 (2007)
- Creamery (2007)
- Creampies Galore (2007)
- Cum Filled Throats 18 (2007)
- Cum Sucking Whore Named Monica Sweetheart (2007)
- Dirty Wicked Bitches 2 (2007)
- Double Filled 1 (2007)
- Fox Hole (2007)
- Frankencock (2007)
- Girls Dil-Doing Girls 1 (2007)
- Groupies (2007)
- Handjobs: Collectors Edition 2 (2007)
- Hollywood Porn Hookers 2 (2007)
- House of Legs 26: Piero's Nylons (2007)
- I Want To Be A Whore (2007)
- Indecent Anal Experience (2007)
- Licensed to Blow 1 (2007)
- Oiled and Spoiled 1 (2007)
- Pasion (2007)
- Porn Fidelity 8 (2007)
- Pussy Party 22 (2007)
- Raul Cristian's Sperm Swap 1 (2007)
- Sex Hospital 2 (2007)
- Sexy Secretaries 2 (2007)
- Single White Facesitter (2007)
- Tantric Sex Secrets (2007)
- Teen MILF 2 (2007)
- White Water Shafting (2007)
- Year of the Facesitter (2007)
- 50 State Masturbate (2008)
- Apprentass 8 (2008)
- Ass on Tap (2008)
- Ass Reamers 5 (2008)
- Erotic Book of Stockings, Garters, and Pantyhose 3 (2008)
- Euro Trash 3 (2008)
- Fire in the Hole (II) (2008)
- Hustler's Honeys (2008)
- Jam It All the Way Up My Ass 5 (2008)
- Kid Bengala Vs. Biggz (2008)
- Latex Sex (2008)
- Leg Action 10 (2008)
- Naughty Nymphs (2008)
- Rear Ended (2008)
- Suck It and Swallow 2 (2008)
- Swank XXX 14 (2008)
- Sweet Spot (2008)
- Ass The New Pussy (2009)
- Biggz Does Them All 2 (2009)
- Blown Away 2 (2009)
- Cat Burglars (2009)
- Crazy for Lingerie (2009)
- Dirty Blondes (2009)
- Fetish Debutantes 3 (2009)
- Girl Play (II) (2009)
- I Was a Fetish Whore 3 (2009)
- Lesbian Sex Parties (2009)
- Man Of Steel (2009)
- Nut Busters 11 (2009)
- View to a Rear (2009)
- Young Mommies Who Love Pussy 6 (2009)
- Black and White Affair (2010)
- For Her Tongue Only (2010)
- Fox Holes 2 (2010)
- Fuck These Feet (2010)
- Pop Swap 2 (2010)
- Room For Two (2010)
- All Girl Revue 11 (2011)
- Best of Facesitting 12 (2011)
- Best of Facesitting 7 (2011)
- Best of Lesbian Ass Licking 3 (2011)
- Best Of Assed Out (2012)
- Butt Bang My Ass Punk (2012)
- Girls Of Cumelot 2 (2012)
- My Mom And My Aunts Lesbian Adventure (2012)
- POV All Star (2012)
- This Isn't Savages (2012)
- Katsumi is Shit Faced (2013)
- Keep 'Em Cumming (2013)
- Love Those Fatty Asses (2013)
- Peter North's Bangin' Hot Chicks And Big Black Dicks (2013)
- Anal Escapades (2014)
- Just Pink (2014)